# Phlebosotera maspalomasi
Phlebosotera maspalomasi är en tvåvingeart som beskrevs av Frey 1958. Phlebosotera maspalomasi ingår i släktet Phlebosotera och familjen smalvingeflugor.
Artens utbredningsområde är Kanarieöarna. Inga underarter finns listade i Catalogue of Life.